# Cibitoke (stad)
Cibitoke is een stad in het noordwesten van Burundi, aan de grens met Congo-Kinshasa en het bestuurlijk centrum van de gelijknamige Burundische provincie Cibitoke hierbinnen. Met 8.280 inwoners (1990) is het de vijfde stad van het land.